# Pachycerianthus maua
Pachycerianthus maua är en korallart som först beskrevs av Oscar Henrik Carlgren 1900.  Pachycerianthus maua ingår i släktet Pachycerianthus och familjen Cerianthidae. Inga underarter finns listade i Catalogue of Life.